# Malerzowice Małe
Malerzowice Małe – przysiółek w Polsce położony w województwie opolskim, w powiecie nyskim, w gminie Otmuchów.
W latach 1975–1998 miejscowość administracyjnie należała do ówczesnego województwa opolskiego.
Zobacz też: Malerzowice Wielkie
Do sołectwa Malerzowice Małe należy osada Bednary